# Cryptodira
I Criptodiri (Cryptodira Cope, 1868) sono un sottordine di rettili dell'ordine Testudines, comprendente specie acquatiche e terrestri che ritraggono il collo all'interno del guscio compiendo una curva a S nel piano verticale.

## Tassonomia

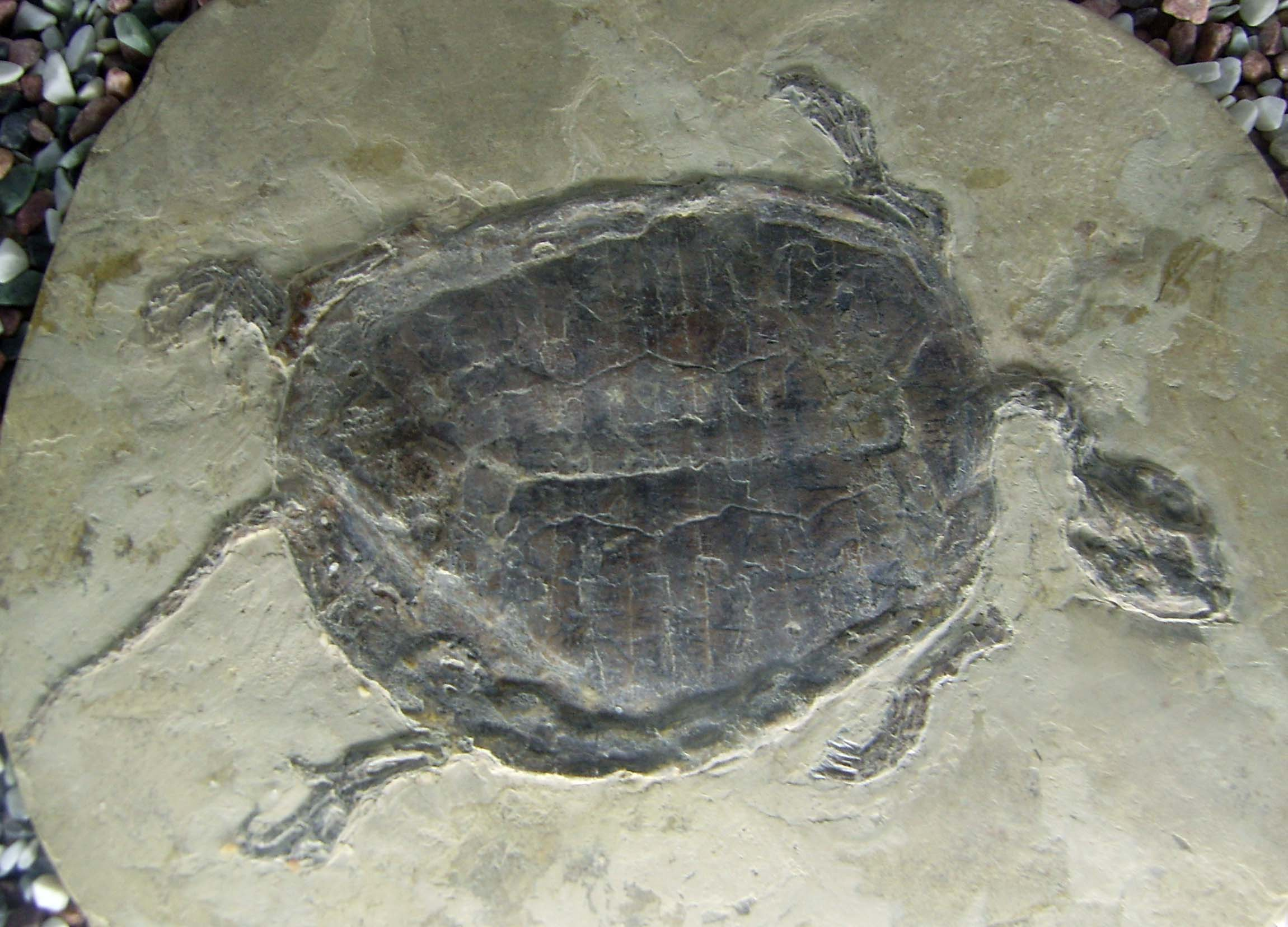
Manchurochelys liaoxiensis, un paracriptodiro.

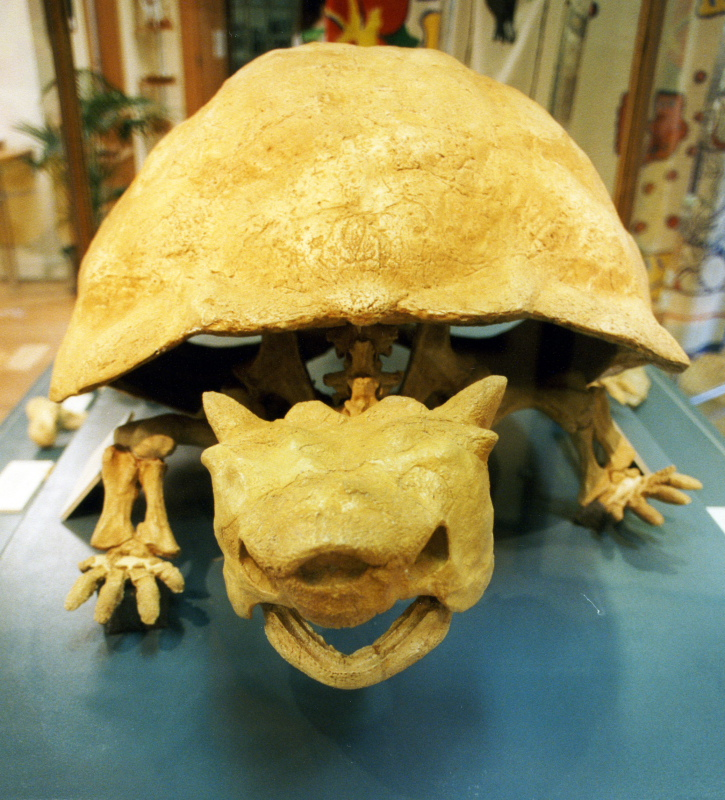
Meiolania platyceps, un primitivo eucriptodiro.

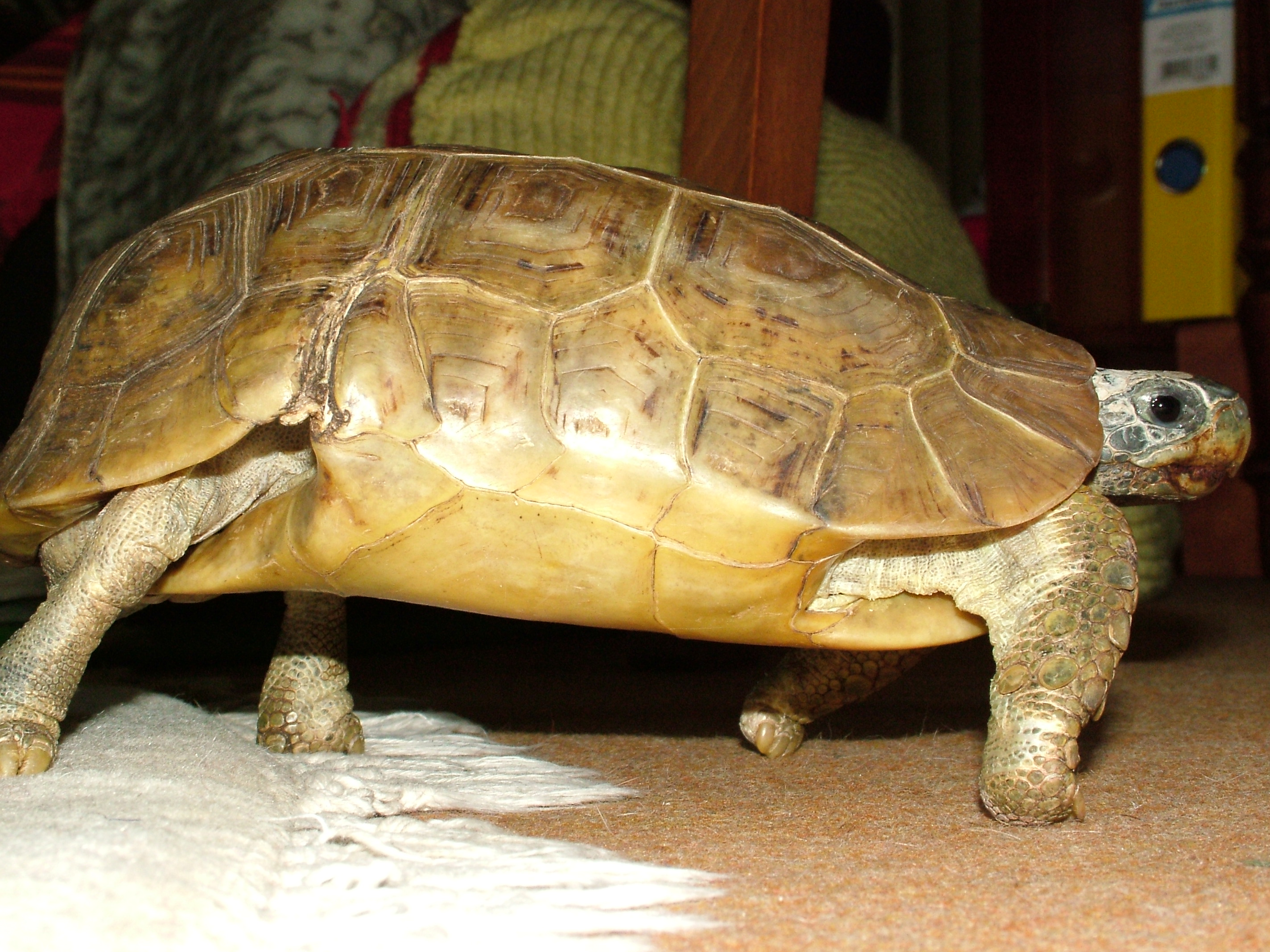
Kinixys belliana, un Testudinidae

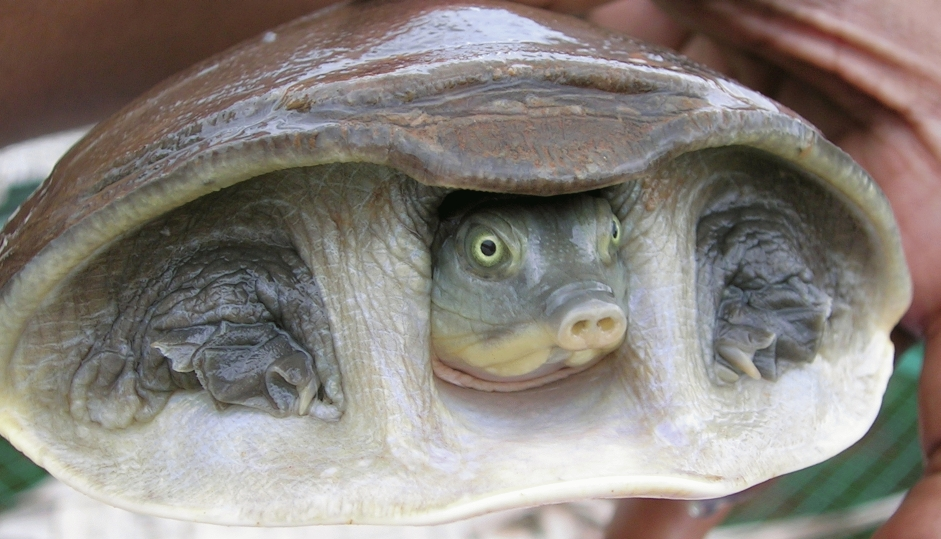
Lissemys punctata, un Trionychidae

Comprende le seguenti famiglie:
Sottordine CRYPTODIRA
- Generi basali
  - Genere † Kayentachelys
  - Genere † Indochelys

- †Infraordine Paracryptodira
  - Forme basali e incertae sedis
    - Genere Peltochelys
    - Famiglia Kallokibotiidae
    - Famiglia Mongolochelyidae
    - Famiglia Solemydidae
    - Famiglia Pleurosternidae
      - Genere Glyptops
      - Genere Pleurosternon

  - Superfamiglia Baenoidea
    - Famiglia Baenidae
    - Famiglia Macrobaenidae
    - Famiglia Neurankylidae ?

- Infraordine Eucryptodira
  - Forme basali e incertae sedis
    - Famiglia †Plesiochelyidae
    - Famiglia †Xinjiangchelyidae
    - Famiglia † Eurysternidae
      - Genere † Eurysternum
      - Genere † Idiochelys ?
      - Genere † Solnhofia ?

  - Clade †Centrocryptodira
    - †"Sinemys" wuerhoensis
    - Genere †Judithemys
    - Genere †Hangaiemys
    - Genere †Osteopygis
    - Famiglia †Sinemydidae
    - Clade † Meiolaniformes
      - Genere †Chubutemys
      - Famiglia † Meiolaniidae
        - Genere † Kallokibotion ?
        - Genere † Meiolania
        - Genere † Niolamia

  - Clade Polycryptodira
    - Genere †Planetochelys
    - Famiglia Chelydridae
    - Superfamiglia Chelonioidea
      - Famiglia †Protostegidae
      - Famiglia †Thalassemydidae
      - Famiglia †Toxochelyidae
      - Famiglia Cheloniidae
      - Famiglia Dermochelyidae

    - Superfamiglia Kinosternoidea
      - Famiglia Kinosternidae
      - Famiglia Dermatemydidae
        - Genere † Baptemys
        - Genere Dermatemys

    - Superfamiglia Testudinoidea
      - Famiglia †Haichemydidae
      - Famiglia †Lindholmemydidae
      - Famiglia †Sinochelyidae
      - Famiglia Platysternidae
      - Famiglia Emydidae
      - Famiglia Geoemydidae
      - Famiglia Testudinidae

    - Superfamiglia Trionychoidea
      - Genere † Basilemys
      - Famiglia †Adocidae
      - Famiglia Trionychidae
      - Famiglia Carettochelyidae
        - Genere † Allaeochelys
        - Genere Carettochelys